# Nyamien Messou
Nyamien Messou N'Guessan (* 20. Juni 1954 in Bongouanou) ist ein ivorischer Politiker (FPI) und Gewerkschafter.
Messou war Generalsekretär der Hochschullehrer-Gewerkschaft Syndicat National de la Recherche et de l'Enseignement Supérieur (SYNARES).
Während der Regierungskrise 2010/2011 war er vom 5. Dezember 2010 bis 11. April 2011 Arbeitsminister in der Regierung Aké N’Gbo. Als Mitglied dieser international nicht anerkannten Regierung war er ab 11. Januar 2011 von Sanktionen der Europäischen Union betroffen. So durfte er nicht in die EU einreisen und seine Gelder wurden eingefroren. Nach der Krise lebte er acht Jahre im Exil in Ghana, bis er 2019 in die Elfenbeinküste zurückkehrte.